# Sergio Occhiuzzi
 Sergio Occhiuzzi  (Montevideo; 22 de septiembre de 1986) es un cantante, docente y músico uruguayo.

## Biografía
Comienza a estudiar piano y solfeo a los 7 años. Recibiéndose como profesor a los 14.
A los 15 años comienza a cantar en coros de Educación Secundaria.
En su experiencia coral, se destacó principalmente como Arreglador, Pianista acompañante y Cantante solista.
Entre algunas obras que interpretó como solista se encuentra la Misa Criolla de Ariel Ramírez, y en algunas oportunidades lo hizo junto al folklorista argentino Zamba Quipildor.
A los 18 años inicia sus estudios de Educación Musical y Director de Coros en el Instituto de Profesores Artigas en Montevideo y empieza a dirigir coros y a trabajar en colegios como profesor de canto y pianista.
Como Coreuta, Director de coro y Pianista acompañante, ha participado de varios festivales, eventos y cursos a nivel Nacional e Internacional como por ejemplo en Brasil, Argentina, Chile y Paraguay.

## Cantante
En 2012 participa del programa Soñando por cantar de Ideas Del Sur (Argentina),  quedando seleccionado entre más de 2.000 participantes de su país, presentándose frente a 6.000 personas en el Palacio Peñarol de Montevideo (Palacio Contador Gastón Geelfi) y un jurado integrado por Patricia Sosa, Alejandro Lerner, Oscar Mediavilla y Valeria Lynch.

En 2013 hace su primera experiencia en el Carnaval en Uruguay junto a Parodistas Momosapiens, participando como Cantante solista y Arreglador coral y musical hasta la fecha.
En su segundo año en ésta, la mayor fiesta popular del Uruguay, en 2014, fue premiado por el jurado actuante en el Concurso Oficial del Carnaval, como la "Mejor Interpretación Vocal Masculina" del Carnaval.
En 2016 gana la mención a “Mejor Interpretación Instrumental Solista del Carnaval", otorgada por SUDEI (Sociedad Uruguaya de Artistas Intérpretes).
Tras el Concurso del Carnaval 2017, vuelve a ganar por SUDEI la mención a "Mejor interpretación Instrumental Solista del Carnaval" por segundo año consecutivo. La obtiene por tercera vez en el 2020.

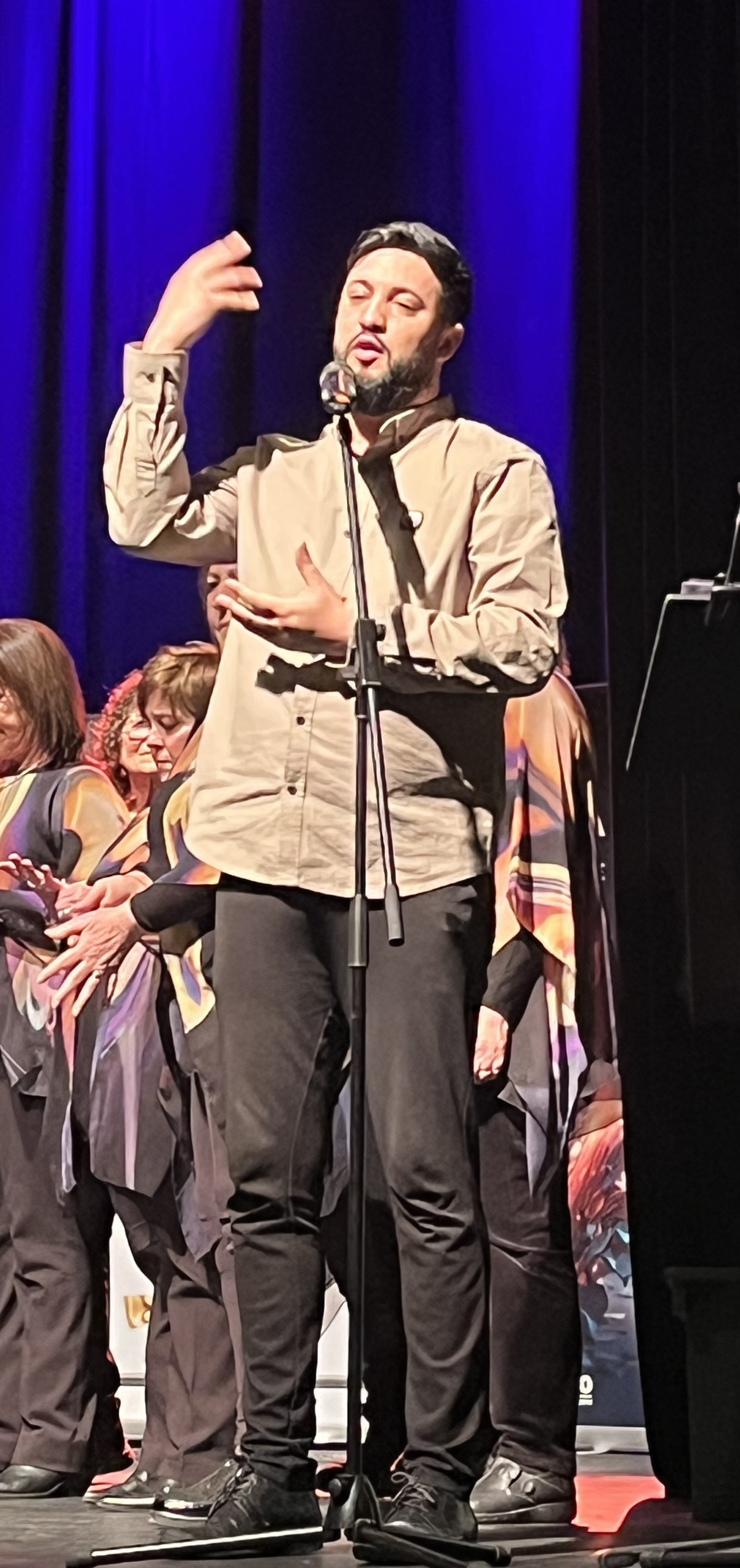
Sergio Occhiuzz en 2025.

En 2019 audiciona para el Festival Internacional de la Canción, Capítulo Uruguay, certamen que se lleva a cabo en todo el mundo y donde cada país participante elige la mejor canción e intérprete para ser representado luego en el Festival Internacional de la Canción, de Punta del Este.
Sergio Occhiuzzi gana el Capítulo Uruguay con la canción "Abrázame a distancia", y gana el derecho a representar a Uruguay en el Festival internacional de la canción Punta del Este. Finalmente, gana también esta edición internacional y es el primer intérprete uruguayo en ganar dicho Festival en toda su historia.
Es director del Coro Saint Malo.